# Piekary (Liszki)
Piekary ist eine Ortschaft mit einem Schulzenamt der Gemeinde Liszki im Powiat Krakowski der Woiwodschaft Kleinpolen in Polen.

## Geografie
Piekary liegt am linken Ufer der Weichsel in der Cholerzyn-Senke, gegenüber Krakauer Stadtteil Tyniec. Außer Krakau im Osten sind die Nachbarorte Ściejowice im Süden, Rączna im Südwesten, Liszki im Nordwesten, sowie Kryspinów im Norden. Die Hügel machen das Weichsel-Tal zu kleinen Canyon, der an der schmalsten Stelle zwischen den Klasztorna-Hügel mit der Tyniecer Abtei und Skały Piekarskie in Piekary 380 m breit ist.

## Geschichte

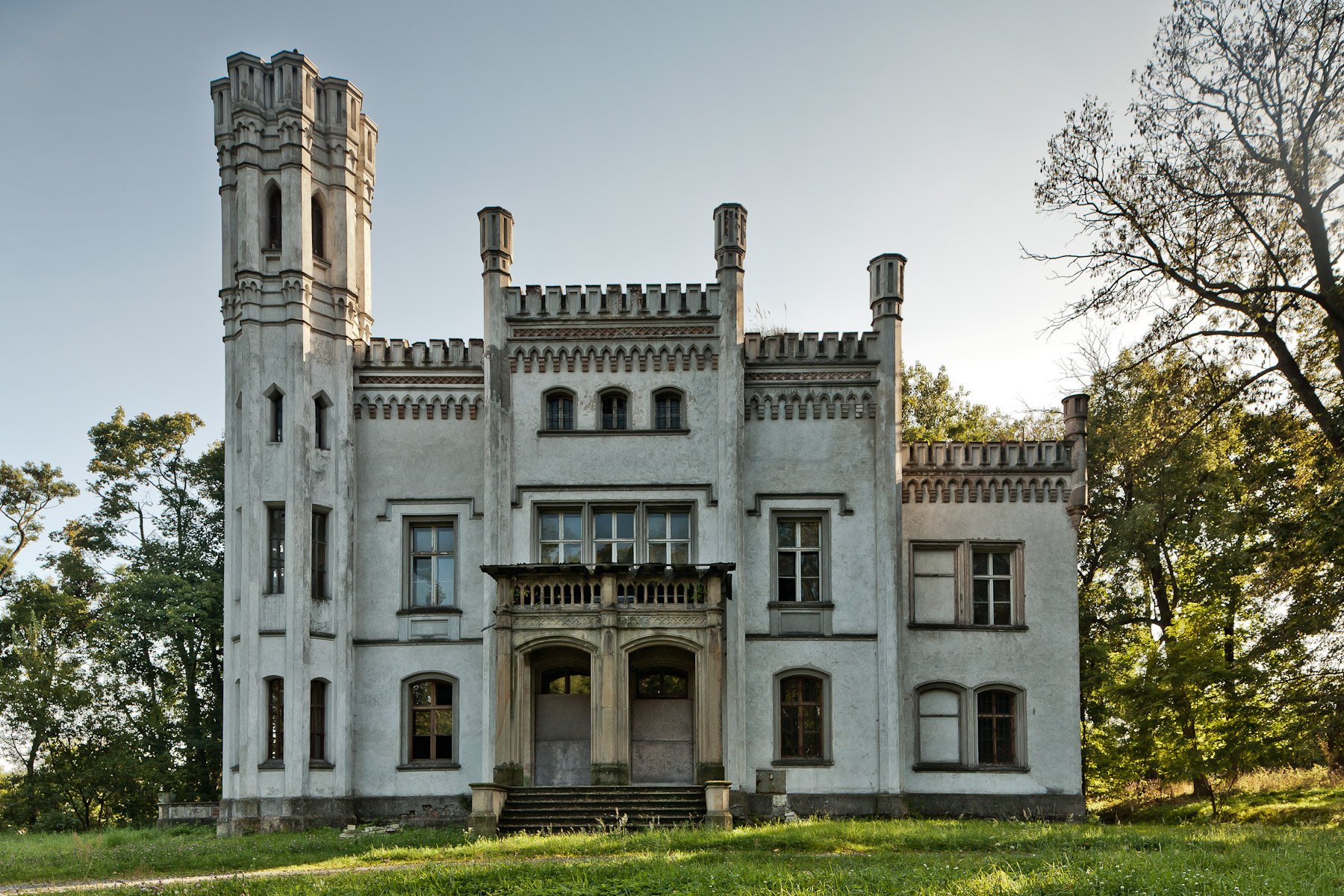
Palast in Piekary

Es gibt archäologische Funde der Anwesenheit der Neandertaler in den örtlichen Höhlen nad Galoską und na Gołąbcu. Auf dem Hügel Kozierówka gab es im 13. Jahrhundert einen slawischen Burgwall.
Der Dienstsiedlungname Pekare (piekarze – die Bäcker) wurde im Jahr 1286 erstmals urkundlich erwähnt.
Bei der dritten Teilung Polens wurde Piekary 1795 Teil des habsburgischen Kaiserreichs. In den Jahren 1815–1846 gehörte das Dorf zur Republik Krakau, 1846 wurde es als Teil des Großherzogtums Krakau wieder in die Länder des Kaisertums Österreich annektiert. Ab dem Jahr 1855 gehörte Piekary zum Bezirk Krakau. In den Jahren 1857–1865 wurde ein Palast an der Stelle des Gutshofs erbaut.
1918, nach dem Ende des Ersten Weltkriegs und dem Zusammenbruch der k.u.k. Monarchie, wurde Piekary Teil Polens. Unterbrochen wurde dies durch die Besetzung Polens durch die Wehrmacht im Zweiten Weltkrieg, wo es zum Distrikt Krakau im Generalgouvernement gehörte.
Von 1945 bis 1998 gehörte Piekary zur Woiwodschaft Krakau.